# Pir Mohammed
Pir Mohammed (1376–1407) was de zoon van Jahangir en kleinzoon en opvolger van Timoer Lenk.
In 1392 werd hij gouverneur van Kandahar. Zijn gebied strekte zich uit van de Hindoekoesj tot de Indus. In de herfst van 1397 leidde hij de eerste golf van de Timoeriden India binnen en kreeg hij de zeggenschap over Multan.
Op zijn sterfbed benoemde Timoer Pir Mohammed tot zijn opvolger. Timoer was van mening dat geen van zijn zonen het in zich had om hem op te volgen (Jahangir en Omar Shaykh waren voor hem gestorven, Miranshah leed aan geestelijke aandoeningen en Shahrukh Mirza werd te gelovig geacht). Pir Mohammed werd niet door zijn familieleden gesteund na Timoers dood. Hij wist de controle over Samarkand niet in handen te krijgen en werd in 1407 door zijn vizier gedood.